# Ультразвукове паяння
Ультразвукове́ пая́ння (англ. Ultrasonic soldering) — низькотемпературне паяння зануренням заготовок у розплавлений припій, під час якого для видалення оксидних плівок із з'єднуваних поверхонь та поліпшення їхнього змочування припоєм використовують ультразвукові коливання.
Ультразвукове паяння найчастіше застосовують при утворенні з'єднань деталей з алюмінію та його сплавів. Застосування енергії ультразвукових хвиль для видалення оксидів з поверхонь паяння є альтернативою до використання хімічної активності флюсу.

## Основні фізичні принципи роботи
Введення пружних механічних коливань ультразвукової частоти 18…70 кГц в розплавлений припій створює в ньому кавітацію і низку супутніх явищ: тиск ультразвукової хвилі, мікро- і макропотоки припою. При інтенсивності ультразвуку (8…9)·10³ Вт/м² в рідкому середовищі з'являються маленькі бульбашки — зародки кавітації, які пульсують з частотою ультразвукових коливань, розширюються і потім закриваються, створюючи ударні хвилі, тиск в яких може досягати значних величин. Такі мікрогідроудари руйнують оксидні плівки і забруднення на поверхні паяння, яка потім добре змочується припоєм. Одночасно з кавітацією поблизу робочої поверхні інструменту виникають мікро- і макропотоки, які сприяють видаленню оксидних плівок і прискоренню процесу змочування поверхні металу припоєм. Кавітація в рідкому середовищі прискорює хімічні реакції і грає головну роль при ультразвуковому активуванні. При високій інтенсивності ультразвуку в розплаві виникають і інші ефекти: змінний звуковий тиск, «звуковий вітер», кумулятивні течії.

## Технології ультразвукового паяння
Ультразвукове паяння — це двостадійний процес, що включає попереднє лудіння поверхонь паяння і власне процес паяння. Ультразвукове паяння і лудіння можливі для багатьох металів і сплавів, що легко окиснюються і важко паяються у тому числі ковару, сплавів нікелю, алюмінію, титану тощо.

### Ультразвукове лудіння
Ультразвукове лудіння виконують за допомогою ультразвукових паяльників або в спеціальних ультразвукових ваннах. При лудінні в ультразвуковій ванні оксидна плівка одночасно видаляється по всій поверхні виробу, що дотикається з рідким припоєм.
Перед лудінням в ультразвуковій ванні частина поверхні деталі, що підлягає паянню, захищають від лудіння анодуванням; місця деталі, призначені для лудіння, перед анодуванням можуть бути захищені шаром лаку, який після лудіння видаляють промиванням ацетоном. Перед зануренням деталі в ультразвукову ванну з поверхні рідкого припою знімають шлак і включають ультразвуковий контур. Тривалість занурення деталі у ванну може становити 5…30 с в залежності від розміру і маси деталі. Надлишки припою струшують з деталі або стирають ганчіркою. Луджена поверхня при нормальному режимі паяння після стирання припою стає блискучою та злегка шорсткою. Паяти деталі після лудіння ультразвуковим способом слід не пізніше ніж через 15 днів з моменту лудіння.

### Ультразвукове паяння
Ультразвукове паяння багатожильних джгутів великого перерізу з металів (Ti, W, Cr), що погано паяються може проводитись після попереднього флюсування у розчині 50% етилового спирту, 46% етиленгліколю, 4% солянокислого гідразину. Це дозволяє забезпечити при амплітуді коливань 8…9 мкм високу якість паяних з'єднань полуди (при мінімальних температурі, часу пайки та зазорі між виробом і хвилеводом). При амплітуді ультразвукових коливань більшій за 9 мкм відбувається розпорошення припою, а при амплітуді вищій від 12 мкм спостерігається інтенсивне кавітаційне руйнування поверхні паяння. Однак при цьому є небезпека залишків флюсу в шві, і тому такий варіант технології не набув значного поширення.
При локальному підведенні ультразвукових коливань в розплав з'являється можливість сконцентрувати енергію ультразвуку в невеликому об'ємі і зменшити окислення припою у ванні. Ультразвукові коливання, що спрямовані паралельно до оброблюваної поверхні, сприяють підвищенню міцності паяних з'єднань та забезпеченню високої стабільності процесів і зменшення механічного впливу на оброблювані вироби.
Процес ультразвукового паяння легко автоматизується. Товщина шару полуди може задаватись попередньо. При ультразвуковому паяння виключається утворення перемичок і бурульок припою, включень залишків оксидних плівок, зменшується час паяння.

### Недоліки
При ультразвуковому лудінні видалення оксидної плівки з поверхні металу, що паяється відбувається нерівномірно і його фізичний контакт з рідким припоєм здійснюється локально. Якщо при цьому розчинність металу, що паяється в рідкому припої мала, то помітного відділення та диспергування оксидної плівки може не відбуватися.
Ag, In та Bi, які додають до складу сплавів для ультразвукового паяння є дорогими, а Zn утворює при паянні на повітрі значну кількість шлаку. При формуванні з'єднань можуть утворюються інтерметаліди, що приводять до зменшення границі витривалості.
Ультразвукове активування успішно замінює функцію видалення оксиду флюсом, але не може захистити очищену поверхню до паяння, а також змінити поверхневий натяг розплавленого припою, щоб збільшити його розтікання чи капілярне проникнення.

## Застосування
Настільні ультразвукові ванни застосовують для гарячого лудіння деталей і виводів електронних компонентів, а ультразвукові паяльники — для паяння і металізації керамічних та феритових матеріалів. Застосування сучасних електронних джерел ультразвукових коливань робить паяння надійним, екологічно чистим процесом, що виключає застосування флюсів.
Для процесів ультразвукового паяння в електроніці достатньо вивчені без свинцеві сплави на основі олова: подвійні Sn-Zn, Sn-Bi, потрійні: Sn-Bi-In, Sn-Bi-Zn, Sn-In-Ag, Sn-Sb-Zn, Sn-Sb-Ag та четвертний сплав: Sn-Zn-In-Sb. Усі ці сплави мають температуру плавлення в діапазоні температур 135…220 °С.
Безфлюсове ультразвукове паяння є екологічно чистим процесом та економнішим, оскільки такі операції, як флюсування та очищення, що вимагають витрат часу і матеріалів, виключаються. Безфлюсове паяння в ряді випадків є необхідною умовою внутрішнього монтажу і герметизації мікроелектронної апаратури. За допомогою ультразвукових металізації і паяння з'єднують матеріали, що погано надаються до паяння: нікелеві, алюмінієві, магнієві і титанові сплави, а також неметалеві матеріали: кераміку, скло, ферити. Це створює можливість економії дорогоцінних металів, нанесених на діелектричні поверхні електронних компонентів як металізація.
При виборі припоїв для ультразвукового безфлюсового паяння та лудіння різних матеріалів слід враховувати їх здатність до паяння, хімічну спорідненість матеріалів, що паяються і можливість створення якісного з'єднання згідно з діаграмою стану сплавів. Застосування безсвинцевих припоїв з додаванням Zn, In, Ag приводить до збільшення адгезійної активності розплаву та знижує їх окислення при ультразвуковому паянні.